# デジタル変調

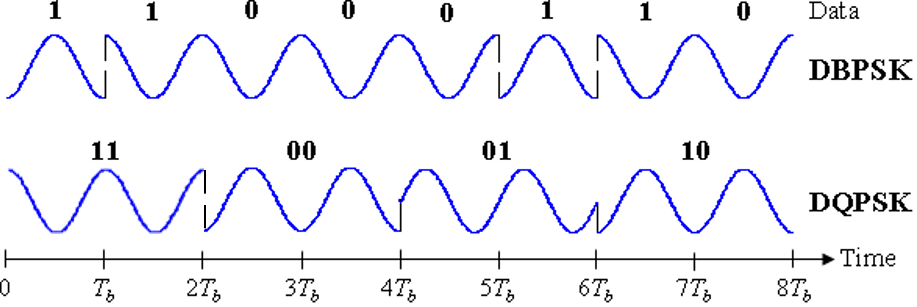
デジタル位相偏移変調の信号

デジタル変調（デジタルへんちょう）は、搬送波を不連続に変調する変調方式である。デジタル情報通信などに使われる。
デジタル変調の変調波は、アナログ変調とは異なり、搬送波が不連続に変化する波形となる。当初、電信からの連想でキーイング (英語: keying) という用語が使われたため、古くからある方式の名前にはその影響がある。後に導入された方式においてはアナログと同じモジュレーション (変調) という用語も用いられるようになった。

## 単一搬送波の変調方式

### 搬送波の断続
無線電信（電波型式の表記法では「A1A」）で使われる、搬送波の断続による情報通信も、ある種のデジタル変調と言える。

### 振幅偏移変調
振幅偏移変調 (ASK、英語: amplitude shift keying) はデジタル信号を正弦波の振幅の違いで表し変調する、すなわち振幅変調するものである。2値の場合はOOK (on-off-keying) と呼ばれる。モールス符号を用いた電信はOOKの一種ともいえる。以前は、使用されることのほとんど無い変調方式であったが、ETCやキーレスエントリー、RFIDタグなどの狭域通信（極めて近距離の通信）を中心に用いられることが多くなってきている。
特殊なASKとして、以下のものがある。
GASK (英語: Gaussian filtered ASK)
ガウスフィルタでベースバンド帯域制限したASKである。
SSB-ASK (英語: single side band ASK)
片側の側波帯のみ伝送するようにしたASKである。
PR-ASK (英語: phase reversal ASK)
バイポーラASKとも言う。BPSKと同じである。
4値ASK
一回の変調（1シンボル）で2bit伝送するASKである。
- 性質
  - 振幅変調しているので振幅ノイズやフェーディングなどの振幅変化に弱い。
  - 単純なASKの場合は、変復調ハードウェアが簡単で済む。
  - ETCで用いられている狭帯域ASKの場合は、FSKと同様、ベースバンド信号をLPFで帯域制限するが、そのため送受信機とも線形回路である必要があるため、ハードウェアは複雑となる。

### 位相偏移変調

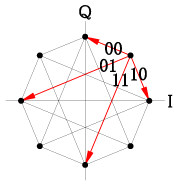
π/4 shift QPSK の信号空間ダイヤグラム
00・01・10・11の順にせず、隣り合う符号状態が1となるようグレイ符号を使用することに注目

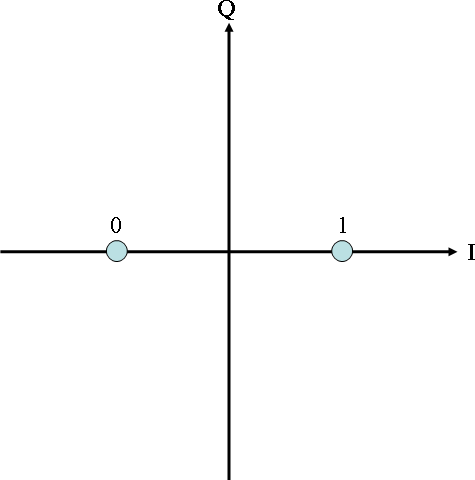
BPSK
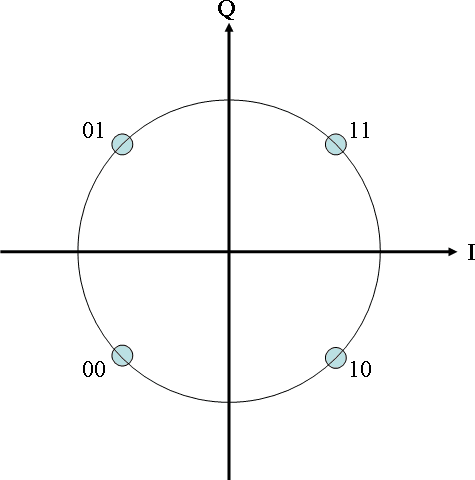
QPSK、OQPSK
8PSK
π/4 shift QPSK

位相偏移変調 (PSK; phase shift keying) は、一定周波数の搬送波の位相を変化させることで変調するものである。変化した位相の種類を増やすことにより、変調1回あたりの送信ビット数を増やすことができる。移動体通信を始め、衛星デジタル放送や2400,4800bpsのメタル回線用のモデム、アマチュア無線のPSK31などで用いられている。
BPSK (英語: binary phase shift keying)
一回の変調 (1シンボル) で1bit伝送するものである。バイポーラASKであると解釈することも出来る。
QPSK (英語: quadrature phase shift keying)
一回の変調 (1シンボル) で2bit伝送するもので、位相変化を4値とする。
8PSK (英語: 8 phase shift keying)
一回の変調 (1シンボル) で3bit伝送するもので、位相変化を8値とする。
OQPSK (英語: offset QPSK)
I軸とQ軸の時間を1/2シンボルずらして変調したQPSKである。結果的に零点を通らなくなるため、振幅変動が小さく、増幅器の線形性の要求が緩和される。振幅変動は後述のπ/4 shift QPSKよりも小さいため優れているが、受信にリミッタが使えず回路が簡単な遅延検波が使えないことから、日本ではπ/4 shift QPSKがもてはやされた。cdmaOne携帯電話やZigBeeで使われている。
π/4シフトQPSK
一回の変調 (1シンボル) 毎に互いに45度 (π/4ラジアン) 位相の異なるQPSKを交互に用いるQPSK。位相偏移時に零点を通らないため、受信にリミッタを使うことができ、振幅変動に強くできるのが特徴である。その場合、遅延検波が使われることが多い。そのため差動符号化されている (π/4シフトDQPSKと呼ばれることもあるがDは省略されることが多い)。また、FSKと類似した位相偏移であるため、FSKとみなしてディスクリ検波することもできる。NECの赤岩芳彦 (現九州大学教授)・永田善紀らによって移動体通信への適用が研究されたことがきっかけとなり、1980年代後半に盛んに研究された。その結果、PDC方式のデジタル携帯電話やPHSなど、多くの移動体通信の変調方式に採用されている。
PLL-QPSK
π/4シフトQPSKをPLLに入力し、定振幅化したもので、結果的に作られる変調信号は4値FMやπ/4シフトQPSKと類似しており、復調互換性を持たせることもできる。完全に定振幅化されているので、C級増幅器を使ってもスペクトラムは変化しない。1979年、松下通信工業の本間光一 (現東海大学教授) らによって開発された。警察無線機で使われている。
π/2シフトBPSK
一回の変調 (1シンボル) 毎に互いに90度 (π/2ラジアン) 位相の異なるBPSKを交互に用いるBPSK。ウィルコムのPHSで使われている。
- 性質
  - 伝送品質 (C/N比) に対する伝送誤り率が良好
  - 多値PSKでは変調回路が、また総じて復調回路が複雑になる。

### 周波数偏移変調
周波数偏移変調 (FSK、英語: frequency shift keying) は、例えば、データが0のとき搬送波を低周波数、1のとき高周波数に変化させる方式。アナログでは周波数変調に相当する。300・600・1,200bpsのメタル回線用のモデムなどで用いられている。また、無線による印刷電信（テレタイプ）で使われた。
発振器切替型FSK（古典的なFSK）
低周波数の発振器と高周波数の発振器をそれぞれ用意して、データの0・1に応じて発振器をスイッチで切り替えることで変調する方式。
位相連続FSK (CPFSK、英語: continuous phase FSK)
位相変化が不連続にならないように周波数を切りかえるようにしたFSK。占有帯域幅を狭くすることができる。VCO（電圧制御発振器）の制御電圧を変化させて周波数変調することで容易に変調可能である。ただし、PLLでロックさせてしまうと、PLLのフィードバック制御により周波数偏移がゼロになるように徐々に修正されてしまうため変調歪みを生じる。
MSK (英語: minimum shift keying)
位相連続FSKの変調指数を小さくすることで、占有帯域幅を狭くすることができるが、変調指数0.5でASKとほぼ同じスペクトラム、占有帯域幅となり、さらに変調指数を小さくしても占有帯域幅は変わらなくなる。変調指数が0.5の位相連続FSKを特にMSKという。となりあうシンボルに対応する搬送波位相偏移が丁度90度（π/2シフトBPSKと同じ）になるため、同期検波や遅延検波が使え、復調しやすい。変調は、VCOによる変調も可能であるが、変調指数を正確に0.5に設定、維持することが難しく、またPLLによる変調歪みの問題を避けるため、直交変調器が使われることが多い。
GMSK (英語: Gaussian filtered minimum shift keying)
ベースバンド信号をガウスフィルタ（ガウス特性のローパスフィルタ）で帯域制限したMSKである。BbT=0.25まで絞ることで、スペクトル効率1bit/s/Hzを達成できた。BbT（Bandwidth−Time product）とは、ガウスフィルタの3dB帯域幅に変調速度の逆数を掛けて正規化した値である。BbT積とも言う。例えば、16kbpsのNRZ信号を3dB帯域が4kHzのガウスフィルタに通してFM変調した信号はBbT=0.25である。ガウスフィルタは、ROMフィルタで作るかベッセルフィルタで近似して作る。1981年、当時の日本電信電話公社の室田和昭（現三菱電機）と平出賢吉（現日本無線）が発表した。 GSM方式の携帯電話で用いられている。なお、アマチュア無線のパケット通信でのGMSKはVCOでの変調が殆どであり、しかも変調指数の正確な設定、管理が困難である事情により、実質的にはGFSKである。
GFSK (英語: Gaussian filtered frequency shift keying)
ベースバンド信号をガウスフィルタで帯域制限した位相連続FSKである。Bluetoothで用いられている。
多値FSK（多値FM）
多値化したFSKである。日本では4値化した4値FMが赤岩芳彦らによって研究されていた。通常のFSKはデジタルデータ (NRZ) の0と1をそれぞれ、-fと+fに変化させるが、4値の場合は00・01・10・11をそれぞれ、-f・-f/3・+f/3・+fに変化させる。こうすることで、倍の情報が送れる。または、同じ情報であれば、半分の帯域幅で済む。ルートナイキストフィルタを使うことで、GMSKと同じスペクトル効率1bit/s/Hzを達成できた。GMSKよりも良好なBER特性が報告されている。しかし、多値化されているため、変調器の周波数偏移が狂うと復調できなくなる、また復調器（ディスクリミネータ）のF-V特性が狂っても復調できなくなると言う無線機製造上の欠点があった。これらの管理は後に出てくるQPSKのような多値化PSKの方が容易であったため、防衛用無線機（85式野外無線機）やページャに採用されたものの、現在は主流から外れている。
- FSK方式研究の終焉
  - 1980年代中頃まではデジタル移動通信用の本命としてFSKが研究の中心であった。当時は何よりも消費電力の観点からC級増幅器の使用が必須であると考えられていたためである。その後、隣接チャネルへの漏洩規格を緩和し、時分割送信 (TDMA) とすることで送信している時間率を下げることで、実用的な消費電力で線形増幅器の使用が可能となったことから、FSKの研究は一気に終焉を迎えることになった。研究は終わったが、GSM、Bluetoothで採用されている方式であり、商用方式としては今でも主流である。
- 性質
  - 振幅が一定であるため、振幅変動の影響を受けにくい。
  - 変復調回路は振幅変調ほどではないが位相変調より小規模で済む。PAに効率の良いC級増幅器が使える。
  - 伝送品質（C/N比）に対する伝送誤り率はASKより良好だがPSKには劣る。

### 直角位相振幅変調

16QAM

直角位相振幅変調 (QAM、英語: quadrature amplitude modulation) は、多値のASKを直角位相変調することで、位相変化と振幅変化を組み合わせた変調方式である。1シンボルあたり送れる状態数を多くできるため伝送効率が良いのが特徴であるが、反面シンボル間の振幅・位相距離が近くなるため、必要とするC/N比はPSKなどに比べると高い。シンボル当たりの状態数に応じて16QAM・64QAM・256QAMなどと呼ばれる。
組み合わせ個数が多いことを利用し、通信線の状況に合わせて通信速度を変化させることにより、送信誤りでの再送信による速度低下の影響を少なくし送信効率をあげることもできる。7,200・9,600・12,000・14,400・16,800・28,800・31,200・33,600・56,000bpsのメタル回線用のモデムなどで用いられている。また、マイクロ波による地上および衛星通信・携帯電話・モバイル通信でも多用される。
あまり使われていないが16APSK、32APSKというものもある。8PSKの振幅を2段階以上に切り替えて変調したものと考えることができるが、QAMの信号ダイアグラムを複数の同心円の上に並ぶよう再配置して消費電力の変動を小さくしたものとも言える。遅延検波が可能とされる。BSの4K並びに8K放送では16APSKを使っているが、既存の4PSK・8PSKの衛星デジタル放送と比べパラボラアンテナが同心円の数だけ大型化する欠点がある(なお、同放送はフレームレートを倍増した際に必要な帯域の増加が二割未満に留まる事から、一時期は同程度のスロット(地デジで言うセグメント)の割り当てで32APSKを採用してフレームレートを既存のデジタル放送に比べ倍増する事も検討された)。

## 多搬送波の変調方式

### 直交周波数分割多重方式

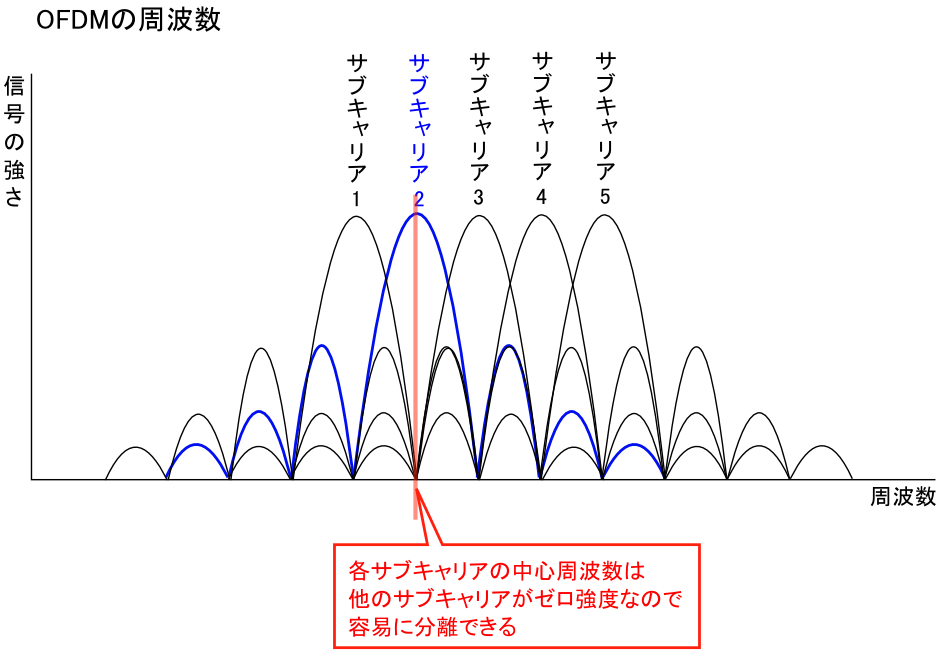
OFDMの周波数

- 直交周波数分割多重方式 (英語: orthogonal frequency division multiplex、OFDM) とは多数の搬送波を使用し、変調する信号波の位相が隣り合う搬送波間で直交するようにし、搬送波の帯域を一部重ね合わせて周波数帯域を有効利用する方式。多重化方式の1つであるとも言える。個別の搬送波には直角位相振幅変調が用いられる。参照；英文版OFDM

OFDMは以下の例で使用されている
- 日本および欧州の地上波デジタル放送方式
- デジタルラジオのDABにおいて、EUREKA 147、デジタルラジオモンディアル、HD radio、T-DMB、ISDB-TSB。
- xDSLモデム
- 無線LAN方式のIEEE 802.11a、IEEE 802.11g、IEEE 802.11n
- IEEE 802.16 または WiMAX Wireless MAN standard。
- IEEE 802.20 または mobile broadband wireless access (MBWA) standard。
- 電力線搬送通信における通信方式の一つ
- 携帯電話（HSPA LTEなど）

### 逆離散フーリエ変換
(IDFT、英語: inverse discrete Fourier transformation)